# Costanzana
Costanzana je italská obec v provincii Vercelli v oblasti Piemont.
K 31. prosinci 2010 zde žilo 831 obyvatel.

## Sousední obce
Asigliano Vercellese, Balzola, Desana, Morano sul Po, Pertengo, Rive, Tricerro, Trino